# Óliver Torres
Óliver Torres Muñoz (Navalmoral de la Mata, 10 de novembro de 1994) é um futebolista espanhol que atua como meio-campista. Atualmente joga no Monterrey, do México.

## Carreira
Óliver começou a carreira no Atlético de Madrid, tendo sido emprestado ao Villarreal e ao Porto.

## Títulos
Atlético de Madrid
- Copa do Rei: 2012–13
- La Liga: 2013–14

Porto
- Primeira Liga: 2017–18
- Supertaça Cândido de Oliveira: 2018

Sevilla
- Liga Europa da UEFA: 2019–20 e 2022–23
- Desafio de Clubes da UEFA–CONMEBOL: 2023[1]

Espanha
- Eurocopa Sub-19: 2012

### Prêmios individuais
- Seleção da Eurocopa Sub-19 de 2012[2]